# Preganziol
Preganziol is een gemeente in de Italiaanse provincie Treviso (regio Veneto) en telt 15.921 inwoners (31-12-2004). De oppervlakte bedraagt 22,9 km2, de bevolkingsdichtheid is 695 inwoners per km2.
De volgende frazioni maken deel uit van de gemeente: Frescada, San Trovaso, Sambughè, Boschetta, Settecomuni.

## Demografie
Preganziol telt ongeveer 6181 huishoudens. Het aantal inwoners steeg in de periode 1991-2001 met 11,9% volgens cijfers uit de tienjaarlijkse volkstellingen van ISTAT.
| Jaar | Inwoneraantal |
| ---- | ------------- |
| 1991 | 13.141        |
| 2001 | 14.706        |

## Geografie
Preganziol grenst aan de volgende gemeenten: Casale sul Sile, Casier, Mogliano Veneto, Treviso, Zero Branco.

## Geboren
- Andrea Bruno Mazzocato (1949), geestelijke en aartsbisschop